# Aldura
Aldura är ett berg i Spanien.   Det ligger i provinsen Gipuzkoa och regionen Baskien, i den norra delen av landet, 300 km norr om huvudstaden Madrid. Toppen på Aldura är 509 meter över havet.
Terrängen runt Aldura är huvudsakligen kuperad. Runt Aldura är det tätbefolkat, med 308 invånare per kvadratkilometer. Närmaste större samhälle är San Sebastián, 10,3 km nordväst om Aldura. I omgivningarna runt Aldura växer i huvudsak blandskog.